# 상리중학교
상리중학교는 경상남도 고성군에 있었던 공립 중학교이다.

## 학교 연혁
- 1963년 1월 13일 고성중학교 상리분교 인가 및 개교
- 1967년 9월 18일 상리중학교 독립인가(3학급)
- 1981년 3월 1일 학칙변경(9학급으로)
- 1990년 3월 1일 학칙변경(3학급으로)
- 2012년 2월 13일 제47회 졸업식(총 졸업생 3,373명)
- 2013년 2월 7일 제48회 졸업식(총 졸업생 3,381명)
- 2014년 9월 1일 제24대 정호군 교장 부임
- 2016년 2월 29일 폐교 및 기숙형 중학교 소가야중학교로 통폐합[1], 53년만에 폐업

## 참고 자료
- 상리중학교 - 한국교육학술정보원 학교알리미